# Bodo Lafferentz
Bodo Lafferentz, född 27 juli 1897 i Kiel, död 17 januari 1974 i Überlingen, var medlem i nazistpartiet från 1933 och SS-Obersturmbannführer (överstelöjtnant) från 1939. År 1937 blev han tillsammans med Ferdinand Porsche och Jakob Werlin chef för Gesellschaft zur Vorbereitung des Deutschen Volkswagens mbH ("Föreningen för förberedelse av den tyska folkbilen"). Han grundade och övervakade "Institutet för fysisk forskning", en utpost till koncentrationslägret Flossenbürg, för att vidareutveckla V-2-raketen.

## Biografi
Lafferentz var son till en byggmästare. Han gick i gymnasium och anmälde sig som frivillig vid 17 års ålder som pionjär när första världskriget utbröt 1914.  Han erhöll Järnkorset av 2:a klass 1916. År 1918 tillfångatogs han av britterna som officer och återvände till Tyskland 1920. Han studerade en termin vid Tekniska universitetet i Charlottenburg och därefter tio terminer ekonomi i Berlin.
År 1928 fick Bodo Lafferentz sin doktorsexamen från universitetet i Kiel med en avhandling om "Ekonomisk plan och prisordning". Han arbetade därefter som juridisk rådgivare i ledningen för föreningen för tyska arbetsgivarförbund och var från 1929 hedersledamot av styrelsen för Rikets institut för arbetslöshetsplacering och arbetslöshetsförsäkring. Den 1 maj 1933 gick han med i NSDAP (medlemsnummer 2 594 441) och i november 1933 blev han chef för "Kontoret för resor, vandring och semester" i organisationen "Nach der Arbeit", som senare döptes om till "Kraft durch Freude".
Som kanslichef kandiderade Lafferentz för NSDAP:s nominering på lista nummer 516 i valet till den tyska riksdagen den 29 mars 1936, men kom inte in i den nationalsocialistiska riksdagen. Vid den tiden bodde han i Berlin-Grünewald.
I januari 1938 fick han, som chef för rikskansliet, den övergripande ledningen av kontoret i den tyska arbetarfrontens centralkontor i Berlin. I maj 1937 blev han tillsammans med Ferdinand Porsche och Jakob Werlin en av verkställande direktörerna för Gesellschaft zur Vorbereitung des Deutschen Volkswagens mbH (GeZuVor) och slutligen 1938 en av de hedersanställda verkställande direktörerna för "Volkswagenwerk GmbH". På grund av hans besök på möjliga platser valdes platsen för Volkswagen-fabriken ut av Fallerslebens kommun.
Lafferentz var SS-medlem (SS-nummer 347 155), från 1939 SS-Obersturmbannführer och medlem av staben vid Rasse- und Siedlungshauptamts. År 1942 grundade han ett sällskap för forskning och utveckling för att undersöka utvecklingen av oljeskifferfyndigheter och användningen av vindkraft, samt en gren av koncentrationslägret Flossenbürg i Bayreuth under namnet "Institutet för fysisk forskning" för utvecklingen av vedergällningsvapnet 2. Han var organisatör av "Krigsfestspelen" i Bayreuth och var gift i sitt andra äktenskap sedan den 26 december 1943 med Verena Wagner (1920–2019), dotter till Siegfried Wagner (son till kompositören Richard Wagner) och Winifred Wagner. De fick fem barn: Amelie (född 1944), Manfred (född 1945), Winifred (född 1947), Wieland (född 1949) och Verena (född 1952).
I slutet av andra världskriget internerades Lafferentz. Efter sin frigivning 1949 klassificerades han som "mindre komprometterad" under avnazifieringen. Därefter bodde han med sin familj i Nußdorf. Där ägde han ett litet företag som sålde bensinvärmare och värmemotorer.
Den 17 januari 1975 dog Bodo Lafferentz nära Überlingen vid Bodensjön.
Lafferentz är en litterär karaktär i Peter Pranges roman En familj i Tyskland från 2019 (i den första boken: "Tid att hoppas, tid att leva" och i den andra boken: "Am Ende die Hoffnung").